# Tioga (Texas)
Tioga város az USA Texas államában, Grayson megyében. Lakosainak száma 1142 fő (2020. április 1.).

## Népesség
A település népességének változása:

| 2010 | 803   |
| 2020 | 1 142 |